# Famille Belot
Pour les articles homonymes, voir Belot.
La famille Belot (parfois appelée de Belot voire de Belot de Pezay ou bien de Belot de Laleu pour la différencier de ses homonymes) est une famille française subsistante de noblesse d'extraction sur preuves de 1545, originaire de la Beauce blésoise.
La famille est principalement restée active localement dans la noblesse de robe, principalement à la municipalité de Blois, mais également en multipliant ses domaines, d'abord en Petite Beauce, comme à Marolles ou Landes-le-Gaulois, puis au sud de la Loire, notamment à Cellettes et à Pontlevoy.
Au XVIIIe siècle, deux membres de la famille ont reçu les honneurs de la Cour : d'abord Guillaume-Valentin de Belot, admis en 1740 comme page du roi Louis XV,,, puis son fils Charlemagne-Jérôme, page de la reine Marie-Antoinette[Quand ?].

## Origines

### Les premiers Belot à Blois
Selon d'Hozier, le plus ancien membre que la généalogie nous permet d'identifier se nomme Michel Ier. Il apparaît pour la première fois en tant qu'écuyer et seigneur de la Guillonnière en août 1547 sur un acte d'échange avec son cousin par alliance, un certain Jean Sénéchal, alors conseiller et avocat du roi. Marié à Anne Sénéchal, il eut un fils qui lui succéda ainsi qu'une fille, Marie, devenue épouse de Gabriel du Mas, prévôt de l'artillerie du roi et capitaine de la ville de Blois.
Si l'identité de ses parents reste méconnue à ce jour, Michel Ier aurait également eu un frère cadet, Étienne Belot, seigneur de la Brûlée,.
D'après les historiens blésois Bergevin et Dupré, les Belot seraient originaires de Touraine, mais se seraient installés à Blois lors du règne de François Ier, qui réside alors dans la cité blésoise.

### Confusion possible et homonymie
D'autres familles de la noblesse française d'Ancien Régime ont porté le nom Belot, notamment :
- les Belot de Villette, originaires de Franche-Comté, aussi connus comme « marquis de Villette » ;
- les Belot de Ferreux, originaires de Champagne, aussi connus comme « marquis de Belot de Ferreux » ;
- les Belot de Terralbe, orignaires du Languedoc, voire ;
- les Bellot des Minières, originaires du Limousin.

## Histoire

### Une famille de la noblesse blésoise de robe
Unique fils de Michel Ier, Valentin Ier Belot fait carrière dans le droit, faisant ainsi entrer la famille dans la noblesse de robe locale. Seigneur de la Guillonnière et de la Bussière, il parvient à devenir lieutenant-juge et magistrat criminel au bailliage, au siège présidial et au gouvernement de la ville de Blois, tout en s'illustrant auprès d'Henri IV au point d'être cité en 1608 comme l'un de ses conseillers. En 1584, il était déjà échevin de la cité blésoise. Il avait épousé en 1566 dame Marie Bugy, de la famille alors propriétaire du château de Troussay. De ce mariage, naquirent deux enfants, dont une fille, Marie, devenue l'épouse de Michel Ier Bégon, grand-père du célèbre Michel III Bégon, également originaires de Blois,.
Le garçon, nommé Valentin II († vers 1648), suivit la destinée de son père en s'élevant conseiller et avocat du roi au sein du bailliage, du siège présidial, de la chambre des comptes, des Eaux et Forêts ainsi que de la prévôté et des maréchaussées de France à Blois. Uni avec dame Marguerite Ribier (sœur des blésois Jacques et Guillaume Ribier, tous deux conseillers de plusieurs rois de France), il fut père de trois fils et d'une fille, elle aussi nommée Marguerite. Cette dernière fut mariée à Florent Bourdineau, mais mourut sans postérité.
Signe de la proximité avec la famille Ribier, les Belot choisirent d'adopter le caveau de Guillaume († 1663), au sein de la chapelle Saint-Michel de la cathédrale Saint-Louis de Blois, comme sépulture ordinaire. En complément, la famille perpétua le financement d'une messe de la fondation, prononcée chaque jour à 11 h, jusqu'en 1793.
Parmi les fils de Valentin II, l'aîné Jacques a été nommé écuyer, conseiller du roi, lieutenant-juge ainsi que magistrat criminel vétéran au bailliage et au siège présidial de Blois, mais n'a pas eu de descendance connue.
Ses deux frères cadets, Michel II et Guillaume, se partagèrent le fief de Moulins. Dès lors, la famille se scinde en deux branches.

#### Branche de Pezay (branche aînée)
À l'instar de ses prédécesseurs, Michel II s'est consacré au droit en devenant conseiller du roi, juge et magistrat du bailliage et du siège présidial du comté de Blois. Seigneur d'une partie de Moulins, il fut marié à dame Élisabeth Le Roux, et le couple eut deux fils et deux filles. Celles-ci furent : d'un côté, Françoise, mariée à Jacques Chauvel, seigneur de Thenay ; de l'autre, Rose, devenue quant à elle épouse de Louis de Jussac, seigneur d'Entraigues.
Si le fils aîné de Michel II — Jacques II — succéda à son père, son frère cadet Florent s'est retiré au sein du prieuré Saint-Félix de Champigny-en-Beauce après une notable carrière en tant que lieutenant de la Marine royale.
Enfin, Jacques II († vers 1705) a poursuivi la spécialité familiale en étant nommé conseiller de Louis XIV en ses conseils privés, lieutenant-général du bailliage, du siège présidial et du gouvernement de Blois. Après l'ouragan ayant dévasté l'église Saint-Solenne en juin 1678, il s'attela notamment à ce que la reconstruction de l'édifice soit rapide. En juillet 1680, il acquiert la terre de Pezay, en plus de la moitié de Moulins qu'il conserve. En 1675, il avait épousé Anne Laillier, de qui il eut deux fils et quatre filles — Anne, Marguerite, Thérèse et Françoise —, toutes investies dans la religion. En 1699, Anne Lailler, alors veuve, fut maintenue dans ses privilèges au nom de son mari et de ses enfants,.
À la mort de Jacques II, la terre de Pezay fut partagée entre ses deux fils. Le premier, Jacques-Florent, hérita de leur mère des fiefs tourangeaux de Beauvais et de la Herpinière,. Le second, Michel IV († 1762), s'était engagé dans la Marine, servant notamment comme sous-brigadier des garde-marines à l'arsenal de Rochefort.
En 1722, Jacques-Florent achète à Jean-Raymond de Saintonge un hôtel particulier dans le centre de Blois[réf. souhaitée] : le monument est depuis nommé hôtel Belot.
En 1752, les Belot finissent par vendre le château de Pezay à Marie Boësnier, veuve de Jacques Masson et sœur de Paul Boësnier de l'Orme, qui le transmet à son tour à son fils, Alexandre Masson[réf. souhaitée].
D'après Alexandre Dupré, la branche de Pezay s'est éteinte en 1762 en la personne de Michel IV, frère cadet de Jacques-Florent, décédé dernier de son nom.

#### Branche de Moulins, puis de Laleu (branche cadette)
Troisième fils de Valentin II et de Marguerite Ribier, Guillaume († 1691) s'est fait conseiller du roi et commissaire ordinaire des guerres. Seigneur de Moulins mais également d'une partie du Clos, de Laleu et de la Motte, il épousa en 1648 dame Renée Le Pot, fille de Pierre Le Pot, procureur aux Eaux et Forêts et grenetier du grenier à sel à Montrichard. Le couple eut 6 enfants, dont deux filles, Marguerite et Anne, mortes sans postérité. En 1691, Renée, alors veuve, obtient la maintenue dans les privilèges de la noblesse pour la branche cadette de la famille,.
Comme beaucoup d'autres nobles du XVIIe siècle, les quatre fils de Guillaume ont quitté la noblesse de robe pour s'engager dans l'armée ou dans les forces navales. L'aîné, Michel III, devint commissaire de la Marine à Toulon mais, blessé en 1705, il dut se retirer, avant de mourir sans postérité. Le deuxième, Guillaume II, fut enseigne de vaisseau, avant d'être déclaré infirme vers 1720. Marié à dame Marguerite de Beauchesne, il assura la descendance de la famille, notamment grâce à un fils, Guillaume-Valentin. Le troisième, François, a quant à lui fait carrière dans l'armée, où il fut promu capitaine de grenadiers au sein du Régiment Royal-infanterie l'an 1700. Enfin, le benjamin Jean fut élevé lieutenant au Régiment de Poitou, mais mourut lors du siège de Mons en 1691, sans n'avoir eu d'enfants.
Tout juste âgé de 16 ans, Guillaume-Valentin est reçu comme page du roi Louis XV : c'est donc plutôt tardivement — en 1740 — que la famille reçoit les honneurs de vivre à la cour de Versailles,,. Il épousa ensuite dame Louise Eustachie Drouin de Vareille, héritière du château de Bousseuil, à Cellettes, où le couple finit par s'établir[réf. souhaitée].

### Sous la Révolution
Le 16 mars 1789, Guillaume-Valentin siégea à l'assemblée générale des Trois ordres du bailliage de Touraine, en sa qualité de seigneur de Beauvais, et participa à l'élection des députés de la noblesse tourangelle en vue des États Généraux convoqués par Louis XVI, à Versailles. Il est de nouveau convoqué les 29 et 30 mars suivants, cette fois à Blois en sa qualité de seigneur de Laleu, pour participer à l'élection du député de la noblesse relevant du bailliage blésois.
Au moment du procès de Louis XVI (janvier 1793), Guillaume-Valentin et Charles figurent parmi les signataires de la proposition volontaire des nobles blésois de patrouiller dans la ville pour y augmenter la sécurité.
Néanmoins, la tournure des événements de la Révolution apparaît comme une menace pour Guillaume-Valentin qui va finir par émigrer avec son épouse,, bien que l'on ignore la destination de leur exil.

### Sous l'Empire puis la Restauration
À l'occasion de la promulgation par le roi Charles X de la loi du 27 avril 1825 aussi dite loi du milliard aux émigrés, les trois fils de Guillaume-Valentin se retrouvent indemnisés (chacun à part égale) de la perte des domaines de leurs défunts parents, évaluée à hauteur de 2 462 francs.
Parmi les fils de Guillaume-Valentin, l'aîné, Valentin-Guillaume récupéra le château de Laleu et fut nommé maire de Pontlevoy[Quand ?]. Il épousa Agathe Suzanne Le Boucher, avec qui il eut un fils, Charles Jérôme Valentin, qui continua une seconde branche aînée.
Le cadet, Charlemagne-Jérôme (1769–1860) qui avait été page de la reine Marie-Antoinette dans sa jeunesse, devint chef de famille avant d'être promu officier puis capitaine de cuirassiers au régiment de Provence. Il épousa Louise-Armande de Poillot de Marolles († 1860), fille de Louis Charles Philibert de Poillot de Marolles et de Catherine Marie Anne de Kerguelen ; d'où postérité.
Quant au benjamin, Jean-Louis, il intégra le régiment d'Aquitaine en tant qu'officier. Marié à Anne-Louise de Barville, il fut père de deux filles : Marie-Louise-Charlotte, promise en 1841 à un ancien garde du corps de Louis XVIII et de Charles X, un nommé Charles-Vivant de Vernot de Jeux (avec postérité), ainsi que Marie-Adrienne (1811–1905), devenue épouse en 1835 du marquis de Lambertye,.

#### Branche de Laleu (rameau aîné)
Charles Jérôme Valentin épousa Marie-Louise de Vachon d'Arthias, avec qui il eut deux fils. Si le cadet Armand se dédia à la religion en devenant archiprêtre de la cathédrale Saint-Louis et vicaire général du diocèse de Blois,, l'aîné Édouard († 1869) se révéla fervent défenseur de la conservation architecturale de l'hôtel Belot que possède son oncle. Il épousa quant à lui Léonie de la Fayolle de Mars, fille de Louis-Joseph-Auguste, ancien conseiller général de Haute-Loire et maire de Tence.
Prolifique, le couple eut au moins six enfants. Si Bachelin-Deflorenne donne leurs noms — René, Valentin, Henri, Louise, Marguerite et Marie-Thérèse —, on méconnaît leur vécu et s'ils ont laissé une postérité.

#### Branche de Bousseuil (rameau cadet)
Une seconde branche cadette apparaît avec Charlemagne-Jérôme et Louise-Armande de Poillot de Marolles, qui eurent 4 enfants, dont seulement une fille, prénommée Clara.
Guillaume-Théodat (v.1798–1878), l'aîné de la fratrie, épousa Armanda de Ribeyreys, fille d'un seigneur normand. En 1842, cette dernière hérite de son père du château des Bordes, également à Pontlevoy : c'est donc naturellement que le couple va s'y installer,. À la mort de son époux en 1878, le domaine est transmis à leur fille aînée, Pauline (1828–1888), qui se maria en secondes noces avec Léopold de Bodard de La Jacopière, maire de Pontlevoy. Guillaume-Théodat eut trois autres filles : Valentine (1831–1878), mariée à Eugène Sabry de Monpoly ; Marie Louise (1832–1915), investie dans la religion au couvent de la Nativité de Pontlevoy ; et Armande Jeanne (1834–1861), qui avait été la première épouse de Léopold de Bodard. Leurs descendants directs, de la famille de Bodard de La Jacopière, possèdent toujours le château des Bordes de nos jours,.
Le deuxième fils de Charlemagne-Jérôme se prénommait Ludovic-François (1801–1868). Récupérant de sa grand-mère paternelle[réf. souhaitée] le château de Bousseuil auquel il fait construire une chapelle, il est ensuite nommé maire de Cellettes. Il épousa Eudoxie Moreau de Bellaing avec qui il eut un fils, Joseph. Si ce dernier finit par céder Bousseuil à Geoffroy d'Assy, son union avec Marie Cousin de Feugré donna naissance à un fils, Guillaume, dont aucune descendance n'est connue, et une fille, Marguerite, qui épouse en 1888 le vicomte Jacques Guyon de Montlivault.
Le dernier fils, Armand-Timoléon, a quant à lui suivi la voie de son oncle à la cathédrale de Blois.

### Époque contemporaine
Finalement, la famille se sépare du château de Laleu, à Pontlevoy, en 1925[réf. souhaitée].

## Généalogie simplifiée
|  |  |  |  |  |  |  |  |  |  |  |  |               |               |               |               |               |               |  |  |                             |                             |                             |                             |                               |                               |                               |                               |                               |                               |                            |                            |                            |                            |                            |                            |                          |                          |                          |                          |                                 |                                 |                                 |                                 |                                   |                                   |                                   |                                   |                                   |                                   |                            |                            |                            |                            |                   |                   |                              |                              |                              |                              |                                |                                |                                |                                |                                |                                |                       |                       |                       |                       |  |  |                          |                          |                          |                          |                          |                          |                        |                        |                      |                      |                      |                      |                      |                      |  |  |                  |                  |                  |                  |                  |                  |  |  |  |  |  |  |  |  |  |  |  |  |  |  |  |  |  |  |  |  |  |  |  |  |  |  |
|  |  |  |  |  |  |  |  |  |  |  |  |               |               |               |               |               |               |  |  |                             |                             |                             |                             |                               |                               |                               |                               | Michel Ier († ???)            |                               |                            |                            |                            |                            |                            |                            |                          |                          |                          |                          |                                 |                                 |                                 |                                 |                                   |                                   |                                   |                                   |                                   |                                   |                            |                            |                            |                            |                   |                   |                              |                              |                              |                              |                                |                                |                                |                                |                                |                                |                       |                       |                       |                       |  |  |                          |                          |                          |                          |                          |                          |                        |                        |                      |                      |                      |                      |                      |                      |  |  |                  |                  |                  |                  |                  |                  |  |  |  |  |  |  |  |  |  |  |  |  |  |  |  |  |  |  |  |  |  |  |  |  |  |  |
|  |  |  |  |  |  |  |  |  |  |  |  |               |               |               |               |               |               |  |  |                             |                             |                             |                             |                               |                               |                               |                               |                               |                               |                            |                            |                            |                            |                            |                            |                          |                          |                          |                          |                                 |                                 |                                 |                                 |                                   |                                   |                                   |                                   |                                   |                                   |                            |                            |                            |                            |                   |                   |                              |                              |                              |                              |                                |                                |                                |                                |                                |                                |                       |                       |                       |                       |  |  |                          |                          |                          |                          |                          |                          |                        |                        |                      |                      |                      |                      |                      |                      |  |  |                  |                  |                  |                  |                  |                  |  |  |  |  |  |  |  |  |  |  |  |  |  |  |  |  |  |  |  |  |  |  |  |  |  |  |
|  |  |  |  |  |  |  |  |  |  |  |  |               |               |               |               |               |               |  |  |                             |                             |                             |                             |                               |                               |                               |                               |                               |                               |                            |                            |                            |                            |                            |                            |                          |                          |                          |                          |                                 |                                 |                                 |                                 |                                   |                                   |                                   |                                   |                                   |                                   |                            |                            |                            |                            |                   |                   |                              |                              |                              |                              |                                |                                |                                |                                |                                |                                |                       |                       |                       |                       |  |  |                          |                          |                          |                          |                          |                          |                        |                        |                      |                      |                      |                      |                      |                      |  |  |                  |                  |                  |                  |                  |                  |  |  |  |  |  |  |  |  |  |  |  |  |  |  |  |  |  |  |  |  |  |  |  |  |  |  |
|  |  |  |  |  |  |  |  |  |  |  |  |               |               |               |               |               |               |  |  | Valentin Ier († ???)        | Valentin Ier († ???)        | Valentin Ier († ???)        | Valentin Ier († ???)        | Valentin Ier († ???)          | Valentin Ier († ???)          |                               |                               |                               |                               |                            |                            |                            |                            |                            |                            |                          |                          | Marie                    | Marie                    | Marie                           | Marie                           | Marie                           | Marie                           |                                   |                                   |                                   |                                   |                                   |                                   |                            |                            |                            |                            |                   |                   |                              |                              |                              |                              |                                |                                |                                |                                |                                |                                |                       |                       |                       |                       |  |  |                          |                          |                          |                          |                          |                          |                        |                        |                      |                      |                      |                      |                      |                      |  |  |                  |                  |                  |                  |                  |                  |  |  |  |  |  |  |  |  |  |  |  |  |  |  |  |  |  |  |  |  |  |  |  |  |  |  |
|  |  |  |  |  |  |  |  |  |  |  |  |               |               |               |               |               |               |  |  | Valentin Ier († ???)        | Valentin Ier († ???)        | Valentin Ier († ???)        | Valentin Ier († ???)        | Valentin Ier († ???)          | Valentin Ier († ???)          |                               |                               |                               |                               |                            |                            |                            |                            |                            |                            |                          |                          | Marie                    | Marie                    | Marie                           | Marie                           | Marie                           | Marie                           |                                   |                                   |                                   |                                   |                                   |                                   |                            |                            |                            |                            |                   |                   |                              |                              |                              |                              |                                |                                |                                |                                |                                |                                |                       |                       |                       |                       |  |  |                          |                          |                          |                          |                          |                          |                        |                        |                      |                      |                      |                      |                      |                      |  |  |                  |                  |                  |                  |                  |                  |  |  |  |  |  |  |  |  |  |  |  |  |  |  |  |  |  |  |  |  |  |  |  |  |  |  |
|  |  |  |  |  |  |  |  |  |  |  |  |               |               |               |               |               |               |  |  |                             |                             |                             |                             |                               |                               |                               |                               |                               |                               |                            |                            |                            |                            |                            |                            |                          |                          |                          |                          |                                 |                                 |                                 |                                 |                                   |                                   |                                   |                                   |                                   |                                   |                            |                            |                            |                            |                   |                   |                              |                              |                              |                              |                                |                                |                                |                                |                                |                                |                       |                       |                       |                       |  |  |                          |                          |                          |                          |                          |                          |                        |                        |                      |                      |                      |                      |                      |                      |  |  |                  |                  |                  |                  |                  |                  |  |  |  |  |  |  |  |  |  |  |  |  |  |  |  |  |  |  |  |  |  |  |  |  |  |  |
|  |  |  |  |  |  |  |  |  |  |  |  | Marie         | Marie         | Marie         | Marie         | Marie         | Marie         |  |  |                             |                             |                             |                             |                               |                               |                               |                               | Valentin II († v.1648)        | Valentin II († v.1648)        | Valentin II († v.1648)     | Valentin II († v.1648)     | Valentin II († v.1648)     | Valentin II († v.1648)     |                            |                            |                          |                          | famille du Mas           | famille du Mas           | famille du Mas                  | famille du Mas                  | famille du Mas                  | famille du Mas                  |                                   |                                   |                                   |                                   |                                   |                                   |                            |                            |                            |                            |                   |                   |                              |                              |                              |                              |                                |                                |                                |                                |                                |                                |                       |                       |                       |                       |  |  |                          |                          |                          |                          |                          |                          |                        |                        |                      |                      |                      |                      |                      |                      |  |  |                  |                  |                  |                  |                  |                  |  |  |  |  |  |  |  |  |  |  |  |  |  |  |  |  |  |  |  |  |  |  |  |  |  |  |
|  |  |  |  |  |  |  |  |  |  |  |  | Marie         | Marie         | Marie         | Marie         | Marie         | Marie         |  |  |                             |                             |                             |                             |                               |                               |                               |                               | Valentin II († v.1648)        | Valentin II († v.1648)        | Valentin II († v.1648)     | Valentin II († v.1648)     | Valentin II († v.1648)     | Valentin II († v.1648)     |                            |                            |                          |                          | famille du Mas           | famille du Mas           | famille du Mas                  | famille du Mas                  | famille du Mas                  | famille du Mas                  |                                   |                                   |                                   |                                   |                                   |                                   |                            |                            |                            |                            |                   |                   |                              |                              |                              |                              |                                |                                |                                |                                |                                |                                |                       |                       |                       |                       |  |  |                          |                          |                          |                          |                          |                          |                        |                        |                      |                      |                      |                      |                      |                      |  |  |                  |                  |                  |                  |                  |                  |  |  |  |  |  |  |  |  |  |  |  |  |  |  |  |  |  |  |  |  |  |  |  |  |  |  |
|  |  |  |  |  |  |  |  |  |  |  |  |               |               |               |               |               |               |  |  |                             |                             |                             |                             |                               |                               |                               |                               |                               |                               |                            |                            |                            |                            |                            |                            |                          |                          |                          |                          |                                 |                                 |                                 |                                 |                                   |                                   |                                   |                                   |                                   |                                   |                            |                            |                            |                            |                   |                   |                              |                              |                              |                              |                                |                                |                                |                                |                                |                                |                       |                       |                       |                       |  |  |                          |                          |                          |                          |                          |                          |                        |                        |                      |                      |                      |                      |                      |                      |  |  |                  |                  |                  |                  |                  |                  |  |  |  |  |  |  |  |  |  |  |  |  |  |  |  |  |  |  |  |  |  |  |  |  |  |  |
|  |  |  |  |  |  |  |  |  |  |  |  | famille Bégon | famille Bégon | famille Bégon | famille Bégon | famille Bégon | famille Bégon |  |  | Jacques Ier († ???)         | Jacques Ier († ???)         | Jacques Ier († ???)         | Jacques Ier († ???)         | Jacques Ier († ???)           | Jacques Ier († ???)           |                               |                               | branche de Pezay              | branche de Pezay              | branche de Pezay           | branche de Pezay           | branche de Pezay           | branche de Pezay           |                            |                            |                          |                          |                          |                          |                                 |                                 |                                 |                                 |                                   |                                   |                                   |                                   | branche de Moulins                | branche de Moulins                | branche de Moulins         | branche de Moulins         | branche de Moulins         | branche de Moulins         |                   |                   | Marguerite                   | Marguerite                   | Marguerite                   | Marguerite                   | Marguerite                     | Marguerite                     |                                |                                |                                |                                |                       |                       |                       |                       |  |  |                          |                          |                          |                          |                          |                          |                        |                        |                      |                      |                      |                      |                      |                      |  |  |                  |                  |                  |                  |                  |                  |  |  |  |  |  |  |  |  |  |  |  |  |  |  |  |  |  |  |  |  |  |  |  |  |  |  |
|  |  |  |  |  |  |  |  |  |  |  |  | famille Bégon | famille Bégon | famille Bégon | famille Bégon | famille Bégon | famille Bégon |  |  | Jacques Ier († ???)         | Jacques Ier († ???)         | Jacques Ier († ???)         | Jacques Ier († ???)         | Jacques Ier († ???)           | Jacques Ier († ???)           |                               |                               | branche de Pezay              | branche de Pezay              | branche de Pezay           | branche de Pezay           | branche de Pezay           | branche de Pezay           |                            |                            |                          |                          |                          |                          |                                 |                                 |                                 |                                 |                                   |                                   | Michel II († ???)                 | Michel II († ???)                 | Michel II († ???)                 | Michel II († ???)                 | Michel II († ???)          | Michel II († ???)          | branche de Moulins         | branche de Moulins         |                   |                   | Marguerite                   | Marguerite                   | Marguerite                   | Marguerite                   | Marguerite                     | Marguerite                     |                                |                                |                                |                                |                       |                       |                       |                       |  |  |                          |                          | Guillaume Ier († 1691)   | Guillaume Ier († 1691)   | Guillaume Ier († 1691)   | Guillaume Ier († 1691)   | Guillaume Ier († 1691) | Guillaume Ier († 1691) |                      |                      |                      |                      |                      |                      |  |  |                  |                  |                  |                  |                  |                  |  |  |  |  |  |  |  |  |  |  |  |  |  |  |  |  |  |  |  |  |  |  |  |  |  |  |
|  |  |  |  |  |  |  |  |  |  |  |  |               |               |               |               |               |               |  |  |                             |                             |                             |                             |                               |                               |                               |                               |                               |                               |                            |                            |                            |                            |                            |                            |                          |                          |                          |                          |                                 |                                 |                                 |                                 |                                   |                                   | Michel II († ???)                 | Michel II († ???)                 | Michel II († ???)                 | Michel II († ???)                 | Michel II († ???)          | Michel II († ???)          |                            |                            |                   |                   |                              |                              |                              |                              |                                |                                |                                |                                |                                |                                |                       |                       |                       |                       |  |  |                          |                          | Guillaume Ier († 1691)   | Guillaume Ier († 1691)   | Guillaume Ier († 1691)   | Guillaume Ier († 1691)   | Guillaume Ier († 1691) | Guillaume Ier († 1691) |                      |                      |                      |                      |                      |                      |  |  |                  |                  |                  |                  |                  |                  |  |  |  |  |  |  |  |  |  |  |  |  |  |  |  |  |  |  |  |  |  |  |  |  |  |  |
|  |  |  |  |  |  |  |  |  |  |  |  |               |               |               |               |               |               |  |  |                             |                             |                             |                             |                               |                               |                               |                               |                               |                               |                            |                            |                            |                            |                            |                            |                          |                          |                          |                          |                                 |                                 |                                 |                                 |                                   |                                   |                                   |                                   |                                   |                                   |                            |                            |                            |                            |                   |                   |                              |                              |                              |                              |                                |                                |                                |                                |                                |                                |                       |                       |                       |                       |  |  |                          |                          |                          |                          |                          |                          |                        |                        |                      |                      |                      |                      |                      |                      |  |  |                  |                  |                  |                  |                  |                  |  |  |  |  |  |  |  |  |  |  |  |  |  |  |  |  |  |  |  |  |  |  |  |  |  |  |
|  |  |  |  |  |  |  |  |  |  |  |  |               |               |               |               |               |               |  |  |                             |                             |                             |                             | Jacques II († v.1705)         | Jacques II († v.1705)         | Jacques II († v.1705)         | Jacques II († v.1705)         | Jacques II († v.1705)         | Jacques II († v.1705)         |                            |                            | Florent (???)              | Florent (???)              | Florent (???)              | Florent (???)              | Florent (???)            | Florent (???)            |                          |                          | Michel III (???)                | Michel III (???)                | Michel III (???)                | Michel III (???)                | Michel III (???)                  | Michel III (???)                  |                                   |                                   | Guillaume II († ???)              | Guillaume II († ???)              | Guillaume II († ???)       | Guillaume II († ???)       | Guillaume II († ???)       | Guillaume II († ???)       |                   |                   | François (???)               | François (???)               | François (???)               | François (???)               | François (???)                 | François (???)                 |                                |                                | Jean († 1691)                  | Jean († 1691)                  | Jean († 1691)         | Jean († 1691)         | Jean († 1691)         | Jean († 1691)         |  |  |                          |                          |                          |                          |                          |                          |                        |                        |                      |                      |                      |                      |                      |                      |  |  |                  |                  |                  |                  |                  |                  |  |  |  |  |  |  |  |  |  |  |  |  |  |  |  |  |  |  |  |  |  |  |  |  |  |  |
|  |  |  |  |  |  |  |  |  |  |  |  |               |               |               |               |               |               |  |  |                             |                             |                             |                             | Jacques II († v.1705)         | Jacques II († v.1705)         | Jacques II († v.1705)         | Jacques II († v.1705)         | Jacques II († v.1705)         | Jacques II († v.1705)         |                            |                            | Florent (???)              | Florent (???)              | Florent (???)              | Florent (???)              | Florent (???)            | Florent (???)            |                          |                          | Michel III (???)                | Michel III (???)                | Michel III (???)                | Michel III (???)                | Michel III (???)                  | Michel III (???)                  |                                   |                                   | Guillaume II († ???)              | Guillaume II († ???)              | Guillaume II († ???)       | Guillaume II († ???)       | Guillaume II († ???)       | Guillaume II († ???)       |                   |                   | François (???)               | François (???)               | François (???)               | François (???)               | François (???)                 | François (???)                 |                                |                                | Jean († 1691)                  | Jean († 1691)                  | Jean († 1691)         | Jean († 1691)         | Jean († 1691)         | Jean († 1691)         |  |  |                          |                          |                          |                          |                          |                          |                        |                        |                      |                      |                      |                      |                      |                      |  |  |                  |                  |                  |                  |                  |                  |  |  |  |  |  |  |  |  |  |  |  |  |  |  |  |  |  |  |  |  |  |  |  |  |  |  |
|  |  |  |  |  |  |  |  |  |  |  |  |               |               |               |               |               |               |  |  |                             |                             |                             |                             |                               |                               |                               |                               |                               |                               |                            |                            |                            |                            |                            |                            |                          |                          |                          |                          |                                 |                                 |                                 |                                 |                                   |                                   |                                   |                                   |                                   |                                   |                            |                            |                            |                            |                   |                   |                              |                              |                              |                              |                                |                                |                                |                                |                                |                                |                       |                       |                       |                       |  |  |                          |                          |                          |                          |                          |                          |                        |                        |                      |                      |                      |                      |                      |                      |  |  |                  |                  |                  |                  |                  |                  |  |  |  |  |  |  |  |  |  |  |  |  |  |  |  |  |  |  |  |  |  |  |  |  |  |  |
|  |  |  |  |  |  |  |  |  |  |  |  |               |               |               |               |               |               |  |  | Jacques-Florent († av.1764) | Jacques-Florent († av.1764) | Jacques-Florent († av.1764) | Jacques-Florent († av.1764) | Jacques-Florent († av.1764)   | Jacques-Florent († av.1764)   |                               |                               | Michel IV († 1764)            | Michel IV († 1764)            | Michel IV († 1764)         | Michel IV († 1764)         | Michel IV († 1764)         | Michel IV († 1764)         |                            |                            |                          |                          |                          |                          |                                 |                                 |                                 |                                 |                                   |                                   |                                   |                                   | Guillaume-Valentin († ???)        | Guillaume-Valentin († ???)        | Guillaume-Valentin († ???) | Guillaume-Valentin († ???) | Guillaume-Valentin († ???) | Guillaume-Valentin († ???) |                   |                   |                              |                              |                              |                              |                                |                                |                                |                                |                                |                                |                       |                       |                       |                       |  |  |                          |                          |                          |                          |                          |                          |                        |                        |                      |                      |                      |                      |                      |                      |  |  |                  |                  |                  |                  |                  |                  |  |  |  |  |  |  |  |  |  |  |  |  |  |  |  |  |  |  |  |  |  |  |  |  |  |  |
|  |  |  |  |  |  |  |  |  |  |  |  |               |               |               |               |               |               |  |  | Jacques-Florent († av.1764) | Jacques-Florent († av.1764) | Jacques-Florent († av.1764) | Jacques-Florent († av.1764) | Jacques-Florent († av.1764)   | Jacques-Florent († av.1764)   |                               |                               | Michel IV († 1764)            | Michel IV († 1764)            | Michel IV († 1764)         | Michel IV († 1764)         | Michel IV († 1764)         | Michel IV († 1764)         |                            |                            |                          |                          |                          |                          |                                 |                                 |                                 |                                 |                                   |                                   |                                   |                                   | Guillaume-Valentin († ???)        | Guillaume-Valentin († ???)        | Guillaume-Valentin († ???) | Guillaume-Valentin († ???) | Guillaume-Valentin († ???) | Guillaume-Valentin († ???) |                   |                   |                              |                              |                              |                              |                                |                                |                                |                                |                                |                                |                       |                       |                       |                       |  |  |                          |                          |                          |                          |                          |                          |                        |                        |                      |                      |                      |                      |                      |                      |  |  |                  |                  |                  |                  |                  |                  |  |  |  |  |  |  |  |  |  |  |  |  |  |  |  |  |  |  |  |  |  |  |  |  |  |  |
|  |  |  |  |  |  |  |  |  |  |  |  |               |               |               |               |               |               |  |  |                             |                             |                             |                             |                               |                               |                               |                               |                               |                               |                            |                            |                            |                            |                            |                            |                          |                          |                          |                          |                                 |                                 |                                 |                                 |                                   |                                   |                                   |                                   |                                   |                                   |                            |                            |                            |                            |                   |                   |                              |                              |                              |                              |                                |                                |                                |                                |                                |                                |                       |                       |                       |                       |  |  |                          |                          |                          |                          |                          |                          |                        |                        |                      |                      |                      |                      |                      |                      |  |  |                  |                  |                  |                  |                  |                  |  |  |  |  |  |  |  |  |  |  |  |  |  |  |  |  |  |  |  |  |  |  |  |  |  |  |
|  |  |  |  |  |  |  |  |  |  |  |  |               |               |               |               |               |               |  |  |                             |                             |                             |                             |                               |                               |                               |                               |                               |                               |                            |                            |                            |                            |                            |                            |                          |                          |                          |                          |                                 |                                 |                                 |                                 |                                   |                                   |                                   |                                   |                                   |                                   |                            |                            |                            |                            |                   |                   |                              |                              |                              |                              |                                |                                |                                |                                |                                |                                |                       |                       |                       |                       |  |  |                          |                          |                          |                          |                          |                          |                        |                        |                      |                      |                      |                      |                      |                      |  |  |                  |                  |                  |                  |                  |                  |  |  |  |  |  |  |  |  |  |  |  |  |  |  |  |  |  |  |  |  |  |  |  |  |  |  |
|  |  |  |  |  |  |  |  |  |  |  |  |               |               |               |               |               |               |  |  |                             |                             |                             |                             | branche de Laleu              | branche de Laleu              | branche de Laleu              | branche de Laleu              | branche de Laleu              | branche de Laleu              |                            |                            |                            |                            |                            |                            |                          |                          |                          |                          |                                 |                                 |                                 |                                 |                                   |                                   |                                   |                                   | branche de Bousseuil              | branche de Bousseuil              | branche de Bousseuil       | branche de Bousseuil       | branche de Bousseuil       | branche de Bousseuil       |                   |                   |                              |                              |                              |                              |                                |                                |                                |                                |                                |                                |                       |                       |                       |                       |  |  |                          |                          |                          |                          |                          |                          |                        |                        |                      |                      |                      |                      |                      |                      |  |  |                  |                  |                  |                  |                  |                  |  |  |  |  |  |  |  |  |  |  |  |  |  |  |  |  |  |  |  |  |  |  |  |  |  |  |
|  |  |  |  |  |  |  |  |  |  |  |  |               |               |               |               |               |               |  |  |                             |                             |                             |                             | branche de Laleu              | branche de Laleu              | branche de Laleu              | branche de Laleu              | branche de Laleu              | branche de Laleu              | Valentin-Guillaume († ???) | Valentin-Guillaume († ???) | Valentin-Guillaume († ???) | Valentin-Guillaume († ???) | Valentin-Guillaume († ???) | Valentin-Guillaume († ???) |                          |                          |                          |                          |                                 |                                 |                                 |                                 |                                   |                                   |                                   |                                   | branche de Bousseuil              | branche de Bousseuil              | branche de Bousseuil       | branche de Bousseuil       | branche de Bousseuil       | branche de Bousseuil       |                   |                   |                              |                              |                              |                              | Charlemagne-Jérôme (1769–1860) | Charlemagne-Jérôme (1769–1860) | Charlemagne-Jérôme (1769–1860) | Charlemagne-Jérôme (1769–1860) | Charlemagne-Jérôme (1769–1860) | Charlemagne-Jérôme (1769–1860) |                       |                       |                       |                       |  |  |                          |                          |                          |                          |                          |                          |                        |                        |                      |                      |                      |                      |                      |                      |  |  | Jean-Louis (???) | Jean-Louis (???) | Jean-Louis (???) | Jean-Louis (???) | Jean-Louis (???) | Jean-Louis (???) |  |  |  |  |  |  |  |  |  |  |  |  |  |  |  |  |  |  |  |  |  |  |  |  |  |  |
|  |  |  |  |  |  |  |  |  |  |  |  |               |               |               |               |               |               |  |  |                             |                             |                             |                             |                               |                               |                               |                               |                               |                               | Valentin-Guillaume († ???) | Valentin-Guillaume († ???) | Valentin-Guillaume († ???) | Valentin-Guillaume († ???) | Valentin-Guillaume († ???) | Valentin-Guillaume († ???) |                          |                          |                          |                          |                                 |                                 |                                 |                                 |                                   |                                   |                                   |                                   |                                   |                                   |                            |                            |                            |                            |                   |                   |                              |                              |                              |                              | Charlemagne-Jérôme (1769–1860) | Charlemagne-Jérôme (1769–1860) | Charlemagne-Jérôme (1769–1860) | Charlemagne-Jérôme (1769–1860) | Charlemagne-Jérôme (1769–1860) | Charlemagne-Jérôme (1769–1860) |                       |                       |                       |                       |  |  |                          |                          |                          |                          |                          |                          |                        |                        |                      |                      |                      |                      |                      |                      |  |  | Jean-Louis (???) | Jean-Louis (???) | Jean-Louis (???) | Jean-Louis (???) | Jean-Louis (???) | Jean-Louis (???) |  |  |  |  |  |  |  |  |  |  |  |  |  |  |  |  |  |  |  |  |  |  |  |  |  |  |
|  |  |  |  |  |  |  |  |  |  |  |  |               |               |               |               |               |               |  |  |                             |                             |                             |                             |                               |                               |                               |                               |                               |                               |                            |                            |                            |                            |                            |                            |                          |                          |                          |                          |                                 |                                 |                                 |                                 |                                   |                                   |                                   |                                   |                                   |                                   |                            |                            |                            |                            |                   |                   |                              |                              |                              |                              |                                |                                |                                |                                |                                |                                |                       |                       |                       |                       |  |  |                          |                          |                          |                          |                          |                          |                        |                        |                      |                      |                      |                      |                      |                      |  |  |                  |                  |                  |                  |                  |                  |  |  |  |  |  |  |  |  |  |  |  |  |  |  |  |  |  |  |  |  |  |  |  |  |  |  |
|  |  |  |  |  |  |  |  |  |  |  |  |               |               |               |               |               |               |  |  |                             |                             |                             |                             | Charles Joseph Valentin (???) | Charles Joseph Valentin (???) | Charles Joseph Valentin (???) | Charles Joseph Valentin (???) | Charles Joseph Valentin (???) | Charles Joseph Valentin (???) |                            |                            |                            |                            |                            |                            |                          |                          |                          |                          | Guillaume-Théodat (v.1798–1878) | Guillaume-Théodat (v.1798–1878) | Guillaume-Théodat (v.1798–1878) | Guillaume-Théodat (v.1798–1878) | Guillaume-Théodat (v.1798–1878)   | Guillaume-Théodat (v.1798–1878)   |                                   |                                   |                                   |                                   |                            |                            |                            |                            |                   |                   | Ludovic-François (1801–1868) | Ludovic-François (1801–1868) | Ludovic-François (1801–1868) | Ludovic-François (1801–1868) | Ludovic-François (1801–1868)   | Ludovic-François (1801–1868)   |                                |                                | Armand-Timoléon (???)          | Armand-Timoléon (???)          | Armand-Timoléon (???) | Armand-Timoléon (???) | Armand-Timoléon (???) | Armand-Timoléon (???) |  |  | Marie-Louise-Charlotte   | Marie-Louise-Charlotte   | Marie-Louise-Charlotte   | Marie-Louise-Charlotte   | Marie-Louise-Charlotte   | Marie-Louise-Charlotte   |                        |                        | Marie-Adrienne       | Marie-Adrienne       | Marie-Adrienne       | Marie-Adrienne       | Marie-Adrienne       | Marie-Adrienne       |  |  |                  |                  |                  |                  |                  |                  |  |  |  |  |  |  |  |  |  |  |  |  |  |  |  |  |  |  |  |  |  |  |  |  |  |  |
|  |  |  |  |  |  |  |  |  |  |  |  |               |               |               |               |               |               |  |  |                             |                             |                             |                             | Charles Joseph Valentin (???) | Charles Joseph Valentin (???) | Charles Joseph Valentin (???) | Charles Joseph Valentin (???) | Charles Joseph Valentin (???) | Charles Joseph Valentin (???) |                            |                            |                            |                            |                            |                            |                          |                          |                          |                          | Guillaume-Théodat (v.1798–1878) | Guillaume-Théodat (v.1798–1878) | Guillaume-Théodat (v.1798–1878) | Guillaume-Théodat (v.1798–1878) | Guillaume-Théodat (v.1798–1878)   | Guillaume-Théodat (v.1798–1878)   |                                   |                                   |                                   |                                   |                            |                            |                            |                            |                   |                   | Ludovic-François (1801–1868) | Ludovic-François (1801–1868) | Ludovic-François (1801–1868) | Ludovic-François (1801–1868) | Ludovic-François (1801–1868)   | Ludovic-François (1801–1868)   |                                |                                | Armand-Timoléon (???)          | Armand-Timoléon (???)          | Armand-Timoléon (???) | Armand-Timoléon (???) | Armand-Timoléon (???) | Armand-Timoléon (???) |  |  | Marie-Louise-Charlotte   | Marie-Louise-Charlotte   | Marie-Louise-Charlotte   | Marie-Louise-Charlotte   | Marie-Louise-Charlotte   | Marie-Louise-Charlotte   |                        |                        | Marie-Adrienne       | Marie-Adrienne       | Marie-Adrienne       | Marie-Adrienne       | Marie-Adrienne       | Marie-Adrienne       |  |  |                  |                  |                  |                  |                  |                  |  |  |  |  |  |  |  |  |  |  |  |  |  |  |  |  |  |  |  |  |  |  |  |  |  |  |
|  |  |  |  |  |  |  |  |  |  |  |  |               |               |               |               |               |               |  |  |                             |                             |                             |                             |                               |                               |                               |                               |                               |                               |                            |                            |                            |                            |                            |                            |                          |                          |                          |                          |                                 |                                 |                                 |                                 |                                   |                                   |                                   |                                   |                                   |                                   |                            |                            |                            |                            |                   |                   |                              |                              |                              |                              |                                |                                |                                |                                |                                |                                |                       |                       |                       |                       |  |  |                          |                          |                          |                          |                          |                          |                        |                        |                      |                      |                      |                      |                      |                      |  |  |                  |                  |                  |                  |                  |                  |  |  |  |  |  |  |  |  |  |  |  |  |  |  |  |  |  |  |  |  |  |  |  |  |  |  |
|  |  |  |  |  |  |  |  |  |  |  |  |               |               |               |               |               |               |  |  | Édouard († 1869)            | Édouard († 1869)            | Édouard († 1869)            | Édouard († 1869)            | Édouard († 1869)              | Édouard († 1869)              |                               |                               | Armand (???)                  | Armand (???)                  | Armand (???)               | Armand (???)               | Armand (???)               | Armand (???)               |                            |                            | Valentine (1828–1888)    | Valentine (1828–1888)    | Valentine (1828–1888)    | Valentine (1828–1888)    | Valentine (1828–1888)           | Valentine (1828–1888)           |                                 |                                 | Armande Jeanne (???)              | Armande Jeanne (???)              | Armande Jeanne (???)              | Armande Jeanne (???)              | Armande Jeanne (???)              | Armande Jeanne (???)              |                            |                            |                            |                            |                   |                   | Joseph († ???)               | Joseph († ???)               | Joseph († ???)               | Joseph († ???)               | Joseph († ???)                 | Joseph († ???)                 |                                |                                |                                |                                |                       |                       |                       |                       |  |  | famille Sabry de Monpoly | famille Sabry de Monpoly | famille Sabry de Monpoly | famille Sabry de Monpoly | famille Sabry de Monpoly | famille Sabry de Monpoly |                        |                        | famille de Lambertye | famille de Lambertye | famille de Lambertye | famille de Lambertye | famille de Lambertye | famille de Lambertye |  |  |                  |                  |                  |                  |                  |                  |  |  |  |  |  |  |  |  |  |  |  |  |  |  |  |  |  |  |  |  |  |  |  |  |  |  |
|  |  |  |  |  |  |  |  |  |  |  |  |               |               |               |               |               |               |  |  | Édouard († 1869)            | Édouard († 1869)            | Édouard († 1869)            | Édouard († 1869)            | Édouard († 1869)              | Édouard († 1869)              |                               |                               | Armand (???)                  | Armand (???)                  | Armand (???)               | Armand (???)               | Armand (???)               | Armand (???)               |                            |                            | Valentine (1828–1888)    | Valentine (1828–1888)    | Valentine (1828–1888)    | Valentine (1828–1888)    | Valentine (1828–1888)           | Valentine (1828–1888)           |                                 |                                 | Armande Jeanne (???)              | Armande Jeanne (???)              | Armande Jeanne (???)              | Armande Jeanne (???)              | Armande Jeanne (???)              | Armande Jeanne (???)              |                            |                            |                            |                            |                   |                   | Joseph († ???)               | Joseph († ???)               | Joseph († ???)               | Joseph († ???)               | Joseph († ???)                 | Joseph († ???)                 |                                |                                |                                |                                |                       |                       |                       |                       |  |  | famille Sabry de Monpoly | famille Sabry de Monpoly | famille Sabry de Monpoly | famille Sabry de Monpoly | famille Sabry de Monpoly | famille Sabry de Monpoly |                        |                        | famille de Lambertye | famille de Lambertye | famille de Lambertye | famille de Lambertye | famille de Lambertye | famille de Lambertye |  |  |                  |                  |                  |                  |                  |                  |  |  |  |  |  |  |  |  |  |  |  |  |  |  |  |  |  |  |  |  |  |  |  |  |  |  |
|  |  |  |  |  |  |  |  |  |  |  |  |               |               |               |               |               |               |  |  |                             |                             |                             |                             |                               |                               |                               |                               |                               |                               |                            |                            |                            |                            |                            |                            |                          |                          |                          |                          |                                 |                                 |                                 |                                 |                                   |                                   |                                   |                                   |                                   |                                   |                            |                            |                            |                            |                   |                   |                              |                              |                              |                              |                                |                                |                                |                                |                                |                                |                       |                       |                       |                       |  |  |                          |                          |                          |                          |                          |                          |                        |                        |                      |                      |                      |                      |                      |                      |  |  |                  |                  |                  |                  |                  |                  |  |  |  |  |  |  |  |  |  |  |  |  |  |  |  |  |  |  |  |  |  |  |  |  |  |  |
|  |  |  |  |  |  |  |  |  |  |  |  | René († ???)  | René († ???)  | René († ???)  | René († ???)  | René († ???)  | René († ???)  |  |  | Valentin (???)              | Valentin (???)              | Valentin (???)              | Valentin (???)              | Valentin (???)                | Valentin (???)                |                               |                               | Henri (???)                   | Henri (???)                   | Henri (???)                | Henri (???)                | Henri (???)                | Henri (???)                |                            |                            | famille Sabry de Monpoly | famille Sabry de Monpoly | famille Sabry de Monpoly | famille Sabry de Monpoly | famille Sabry de Monpoly        | famille Sabry de Monpoly        |                                 |                                 | famille de Bodard de La Jacopière | famille de Bodard de La Jacopière | famille de Bodard de La Jacopière | famille de Bodard de La Jacopière | famille de Bodard de La Jacopière | famille de Bodard de La Jacopière |                            |                            | Guillaume († ???)          | Guillaume († ???)          | Guillaume († ???) | Guillaume († ???) | Guillaume († ???)            | Guillaume († ???)            |                              |                              | Marguerite                     | Marguerite                     | Marguerite                     | Marguerite                     | Marguerite                     | Marguerite                     |                       |                       |                       |                       |  |  |                          |                          |                          |                          |                          |                          |                        |                        |                      |                      |                      |                      |                      |                      |  |  |                  |                  |                  |                  |                  |                  |  |  |  |  |  |  |  |  |  |  |  |  |  |  |  |  |  |  |  |  |  |  |  |  |  |  |
|  |  |  |  |  |  |  |  |  |  |  |  | René († ???)  | René († ???)  | René († ???)  | René († ???)  | René († ???)  | René († ???)  |  |  | Valentin (???)              | Valentin (???)              | Valentin (???)              | Valentin (???)              | Valentin (???)                | Valentin (???)                |                               |                               | Henri (???)                   | Henri (???)                   | Henri (???)                | Henri (???)                | Henri (???)                | Henri (???)                |                            |                            | famille Sabry de Monpoly | famille Sabry de Monpoly | famille Sabry de Monpoly | famille Sabry de Monpoly | famille Sabry de Monpoly        | famille Sabry de Monpoly        |                                 |                                 | famille de Bodard de La Jacopière | famille de Bodard de La Jacopière | famille de Bodard de La Jacopière | famille de Bodard de La Jacopière | famille de Bodard de La Jacopière | famille de Bodard de La Jacopière |                            |                            | Guillaume († ???)          | Guillaume († ???)          | Guillaume († ???) | Guillaume († ???) | Guillaume († ???)            | Guillaume († ???)            |                              |                              | Marguerite                     | Marguerite                     | Marguerite                     | Marguerite                     | Marguerite                     | Marguerite                     |                       |                       |                       |                       |  |  |                          |                          |                          |                          |                          |                          |                        |                        |                      |                      |                      |                      |                      |                      |  |  |                  |                  |                  |                  |                  |                  |  |  |  |  |  |  |  |  |  |  |  |  |  |  |  |  |  |  |  |  |  |  |  |  |  |  |
|  |  |  |  |  |  |  |  |  |  |  |  |               |               |               |               |               |               |  |  |                             |                             |                             |                             |                               |                               |                               |                               |                               |                               |                            |                            |                            |                            |                            |                            |                          |                          |                          |                          |                                 |                                 |                                 |                                 |                                   |                                   |                                   |                                   |                                   |                                   |                            |                            |                            |                            |                   |                   |                              |                              |                              |                              | famille Guyon de Montlivault   |                                |                                |                                |                                |                                |                       |                       |                       |                       |  |  |                          |                          |                          |                          |                          |                          |                        |                        |                      |                      |                      |                      |                      |                      |  |  |                  |                  |                  |                  |                  |                  |  |  |  |  |  |  |  |  |  |  |  |  |  |  |  |  |  |  |  |  |  |  |  |  |  |  |

## Armes
La famille Belot portait initialement « d’azur à un lacs d’amour surmonté d’une rose accostée de deux étoiles, le tout d’or »,,,.
Il convient de noter que les auteurs ne s'accordent pas tous sur la représentation du lacs d'amour comme meuble héraldique.

Blason originel de la famille, avec un lacs d'amour en « cordelière cerclée trois fois », tel que dessiné par Louis-Pierre d'Hozier[3] et Pierre-Barthélemy Gheusi[5].
Blason originel de la famille, avec un lacs d'amour en nœud de Savoie tel que dessiné dans la 1re édition de l'État présent de la noblesse française d'Antoine Bachelin[32].
Blason originel de la famille, avec un lacs d'amour en « cordelière nouée » tel que dessiné par Duhoux d'Agricourt, Emmanuel de Boos, Nicolas Viton de Saint-Allais et Jean-François Demange, entre autres[réf. nécessaire].

Si la branche aînée de Pezay conserva ce blasonnement, la branche cadette de Moulins (qui subsiste depuis la Révolution) a retiré la rose du sien,.

Blason de la branche de Moulins tel que dessiné dans la 1re édition de l'État présent de la noblesse française d'Antoine Bachelin[32] et sur le site de l'ANF[9].